# Dimitri Houbron
Pour les articles homonymes, voir Houbron.
Dimitri Houbron, né le 12 février 1991 à Roubaix (France), est un juriste et homme politique français.
Élu député dans la dix-septième circonscription du Nord en 2017 sous l'étiquette de La République en marche, il siège au sein du groupe LREM entre 2017 et 2020 puis au sein du groupe AE de 2020 à 2022, année où il est battu lors des élections législatives et cesse toute activité politique.

## Biographie

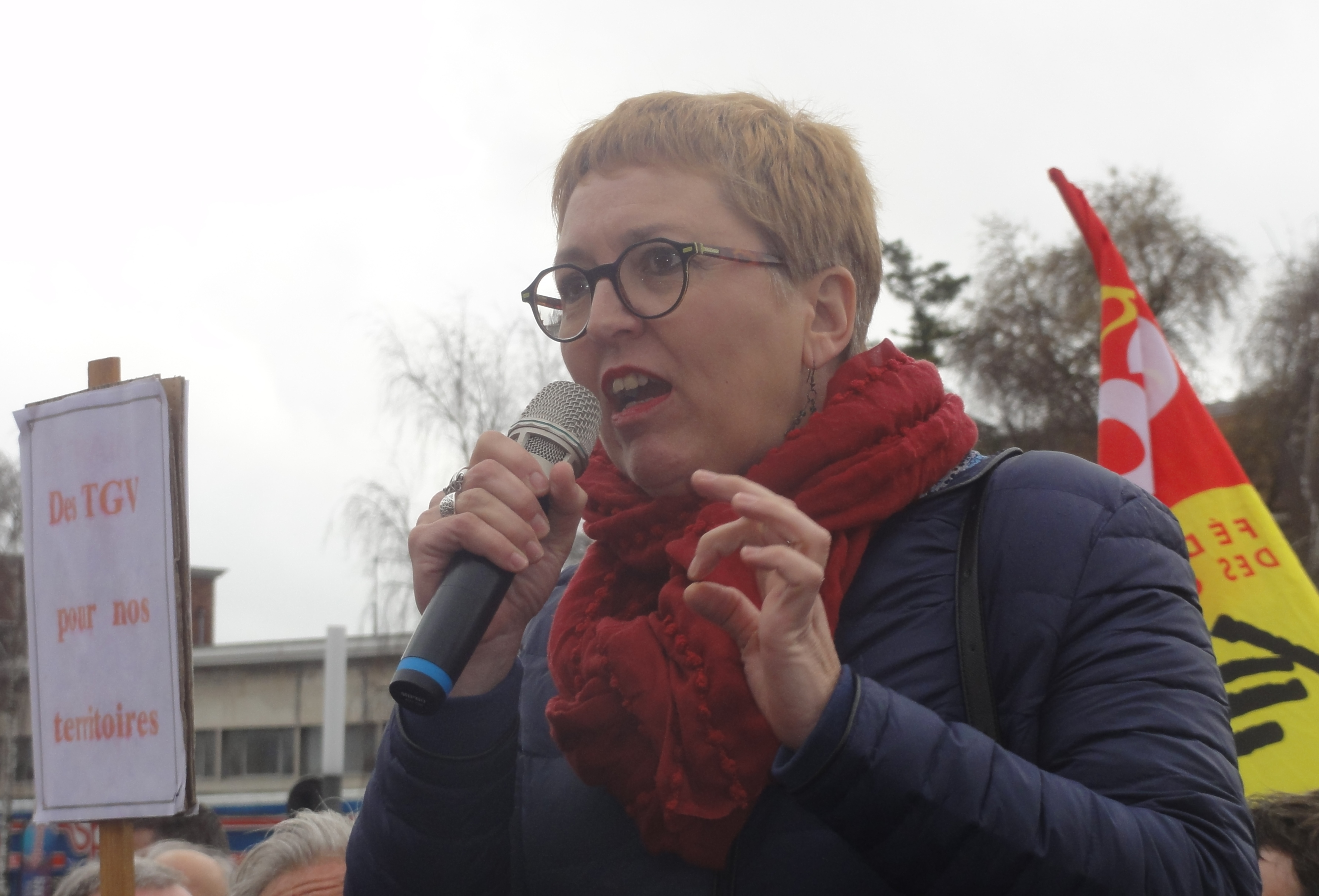
Agnès Goulois est la suppléante de Dimitri Houbron.

Après un DUT carrières juridiques et judiciaires, Dimitri Houbron obtient une licence puis un master en droit privé à l'université d'Artois. Il intègre la classe préparatoire intégrée de l'École nationale de la magistrature. Il devient ensuite assistant de justice auprès la cour d'appel de Douai, emploi à temps partiel (2016-2017). 
Durant la campagne législative de 2012, il est responsable des Jeunes populaires dans la cinquième circonscription du Nord. Il dit avoir quitté l'Union pour un mouvement populaire dès l'année suivante, déçu par « la droitisation du parti » et le fait que « la voix des militants n'était pas écoutée ».
Houbron rejoint En marche ! en octobre 2016 et crée le comité « Le Douaisis En marche ! ». Lors des élections législatives de 2017, il est investi par La République en marche ! dans la dix-septième circonscription du Nord (qui comprend notamment les villes de Douai, Arleux, Cuincy) après y avoir fait campagne pour Emmanuel Macron en vue de l'élection présidentielle. Pour sa première candidature à un scrutin, il est élu au second tour avec 53,21 % des suffrages exprimés face à Thibaut François (Front national) et succède ainsi à Marc Dolez, député de la circonscription durant cinq mandats entre 1988 et 2017 (Jacques Vernier, alors maire de Douai, est député de la circonscription de 1993 à 1997). Les élections législatives de 2022 voient dans cette circonscription le même duel au deuxième tour, cette fois remporté par Thibaut François pour le Rassemblement national avec 53,57 % des voix. Après cette défaite, Dimitri Houbron annonce cesser son parcours en politique.

## Fonctions et missions

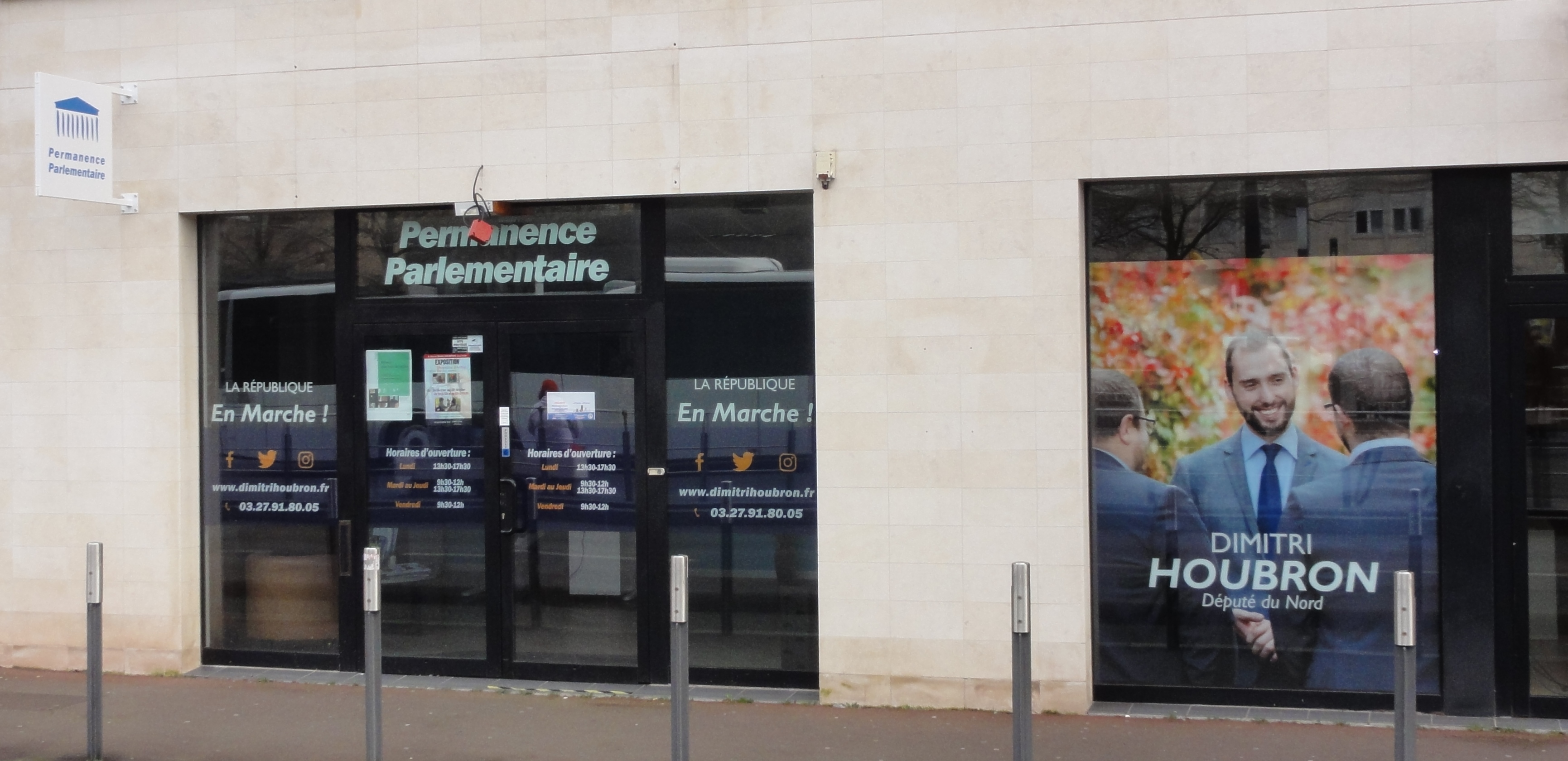
Permanence de Dimitri Houbron, rue François-Cuvelle à Douai, en février 2020.

À la suite du mouvement de grève des surveillants pénitentiaires en janvier 2018, la commission des Lois le nomme rapporteur d'une mission d'information avec le député LR Xavier Breton consacrée au régime des fouilles en détention, dont ils présentent le rapport à l'automne 2018,. 
Il fait partie en 2017 de l'équipe de France de football de l'Assemblée nationale.
Lors du Grenelle contre les violences conjugales, il passa une journée "dans la peau" d'une femme victime de violences conjugales afin d'identifier les failles et trouver des solutions quant à la prise en charge. Il multiplie les initiatives pour sensibiliser et faciliter la mise en réseau des acteurs luttant contre les violences conjugales sur le territoire du Douaisis (organisation de matchs, combat de boxe, marches,...). 
En 2019, pour marquer son opposition à la suppression programmée de dessertes TGV en gare de Douai, il est allé à pieds jusqu'à Paris, soit plus de 217 kilomètres en 5 jours. 
Durant tout son mandat, il avait pour habitude de faire des immersions dans différents corps de métier pour échanger et connaître les réalités du quotidien comme, par exemple, auprès de la brigade de gendarmerie d'Arleux en 2018.